# 2016年奎达警察培训学院袭击
2016年10月24日，三名全副武装的恐怖分子袭击巴基斯坦奎達的俾路支省警察培训学院。造成62名学员死亡、超过165人受伤。伊斯兰国呼罗珊省声称对这起恐怖袭击负责，巴基斯坦的逊尼派穆斯林激进组织羌城軍声称是跟前者合作。巴基斯坦当局称，袭击者来自阿富汗并在接头人的指引下发起袭击。

## 袭击
三名武装分子在周二10月24日晚上11:10闯入培训中心。由于事发时间为晚上，学员们都在睡觉。武装份子趁机挟持数百名学员作为人质与安全部队对峙。这起恐怖袭击至少造成61人死亡，超过165人受伤。
三名武装分子均在袭击中丧生。其中两名引爆自杀腰带自杀，另一个由警方射杀。之所以会出现那么多受害者正是因为被犯人的自杀腰带爆炸所波及到的。

## 犯人
奎达邊境兵團的兵團長謝爾·阿富罕少將（شیر افگن；）声称，实施这起袭击的主谋是巴基斯坦的逊尼派穆斯林激进组织羌城軍。不久之后，伊斯兰国呼罗珊省通过阿马克新闻社宣称对这起袭击负责，并且公布了攻击者的照片。
高级安全官员声称ISIL把这次袭击任务外包给羌城軍。羌城軍下屬派系阿拉米发言人告诉路透社：該組織和伊斯蘭國一起完成了这次袭击分析人士表示，ISIL显然已经在巴基斯坦与当地团体一起合作。。

## 后续
巴基斯坦总理納瓦茲·謝里夫取消他所有的活动并会见奎达军队官员。巴基斯坦国家安全顾问江諸華通知美国駐巴大使大衛·黑爾：印度研究分析室和阿富汗國家安全局均有“贊助”巴基斯坦恐怖组织攻擊软目标，并强调对激进份子采取有效行动的必要性。

## 反应

### 国际
- 中國 – 外交部发布谴责攻击的声明并对受害者的家属表示同情：“中国将继续支持巴基斯坦政府，努力为巴基斯坦公民提供保护和安全”[19]

- 法國 – 外交部长让-马克·埃罗向遇难者家属表示慰问并表示：“法国在这悲惨的情况下向遇难者家属表示慰问。法国会在恐怖主义面前站在巴基斯坦当局这边。”[20][21]

- 日本 – 外務省發言人（日语：外務報道官）川村泰久谴责此次袭击：“日本强烈谴责这种把目标定为无辜的人的恐怖主义行为”，并向遇难者家属表示慰问：“日本向遇难者家属表示慰问，也祈福受害者早日回归日常生活。”[22]他还表示日本将会与巴基斯坦政府合作：“日本打算与国际社会一起支持巴基斯坦政府打击恐怖主义的行为。”[23]

- 德国 – 外交部长弗兰克-瓦尔特·施泰因迈尔指责这起袭击：“我们谴责奎达警察学校发生的恐怖袭击，其中有超过60人死亡...我们向巴基斯坦的所有人民表示最深切的哀悼。”[24]

- 印度 – 国防部长馬諾哈爾·帕里卡爾（英语：Manohar Parrikar）谴责这起袭击：“让我为那些失去生命的人表达悲伤；任何形式的恐怖主义都是无法接受的。”[25][26]

- 俄羅斯 – 总统普京表示慰问：“俄罗斯国家元首表达了这种野蛮的犯罪策划者和执行者将受到惩罚的信心并重申俄罗斯愿进一步加强与巴基斯坦的反恐合作。”[27]

- 英国 – 外交大臣鲍里斯·约翰逊表达慰问：“我谴责昨天在巴基斯坦奎达警察培训中心发生的可怕的袭击。我的心情和那些在这起袭击中失去亲人和朋友的人是一样的。”[28]

- 美国 – 国务院发言人約翰·柯比（英语：John Kirby (admiral)）表示谴责这起袭击：“我们和巴基斯坦人民、巴基斯坦政府在这个艰难的时刻站在一起，我们将继续与我们的合作伙伴巴基斯坦合作下去，在整个地区打击恐怖主义所带来的威胁。”[29]

### 超国家机构
- 联合国 – 联合国秘书长的副发言人法罕·哈克（法语：Farhan Haq）代表秘书长潘基文向遇难者的家属表示慰问：“秘书长向遇难者家属、巴基斯坦政府和人民表示衷心的慰问，希望受伤者早日康复”，并代表秘书长指责这起袭击：“实施这令人发指的暴力行为的恐怖组织将会被绳之以法。”[30][31]

### 学生们守夜
一群巴基斯坦学生在美国密歇根大学迪亚格（The Diag）举行守夜活动，为在袭击中受伤、去世的人祈祷。

## 更多资料
- Ejaz Haider, Quetta Attack: An Overall Failure（页面存档备份，存于）,巴基斯坦新闻周刊,2016-10-25.
- Quetta attack: A primer on Lashkar-e-Jhangvi, who allegedly carried out strike（页面存档备份，存于）, Firstpost,2016-10-26.